# 黑䳍
黑䳍（学名：Tinamus osgoodi），是䳍形目䳍科的一种鸟类。

## 特征
黑䳍体重约1285克，翼长约232毫米，嘴峰长约45.6毫米，喙宽度约7.1毫米，喙厚度约7.9毫米，跗蹠长约70.6毫米，尾长约69.7毫米。黑䳍在其分布区内为留鸟，其栖息在密集的高大的树木组成的森林中。食性为草食性。

## 亚种
- ：分布于哥伦比亚中南部的安第斯山脉。
- ：分布于秘鲁东南部的安第斯山脉。[4]